# Haagsche Courant
De Haagsche Courant was een Nederlands dagblad dat in de regio Haaglanden werd verspreid.
Alhoewel de Haagsche Courant reeds in 1864 onder die naam verscheen (uitgave Belinfante), werd hij pas een begrip vanaf 1883 door uitgeverij Sijthoff. De oprichter in 1883 was Albert Sijthoff. Het dagblad zou tot 2005 bestaan en verloor vooral de laatste jaren van zijn bestaan veel abonnees. In 2005 ging de Haagsche Courant op in het Algemeen Dagblad, samen met Rijn en Gouwe, Goudsche Courant, Rotterdams Dagblad, Amersfoortse Courant, De Dordtenaar en het Utrechts Nieuwsblad, waardoor het karakter van de krant veranderde. De nieuwe naam luidde AD Haagsche Courant. Aanvankelijk leidde de fusie mede daardoor tot een versneld verlies van abonnees. Later zwakte de daling wat af.
Tot aan de fusie kende de Haagsche Courant aparte edities voor de verschillende delen van het verspreidingsgebied: Den Haag stad, Zoetermeer, Westland (Westlandsche Courant), Delft (Delftsche Courant) en Rijswijk/Leidschendam/Voorburg. Deze edities zijn na de fusie opgegaan in edities van AD Haagsche Courant, met dagelijks een regionaal katern. Ook de Goudsche Courant werd tot 2005 door uitgeverij Sijthoff uitgegeven en ging op in het nieuwe AD Groene Hart.
Op de hoek van de Wagenstraat en de Grote Marktstraat in Den Haag stond het gebouw van J.C. van Dorsser uit 1922 en 1934 waar de Haagsche Courant tot 1981 gehuisvest was. Het gebouw bevatte tevens het Zeiss-Planetarium dat een cadeau was van de toenmalige directeur, A.W. Sijthoff jr. aan de Haagse bevolking. In 1981 betrok de redactie van de Haagsche Courant het nieuwe Sijthoff-gebouw in Rijswijk. De drukkerij was al in 1971 naar Rijswijk verplaatst.
De Haagsche Courant was het laatste overgebleven Haagse dagblad. In 1946 telde de stad nog tien dagbladen, in 1968 waren er nog vier: de Haagsche Courant, Het Binnenhof, de Nieuwe Haagse Courant en Het Vaderland). Sinds 1982 resteerden slechts de Haagsche Courant en Het Binnenhof. Toen de Haagsche Courant in 2005 opging in het AD verloor de stad zijn laatste onafhankelijke en zelfstandige lokale krant. Vanaf 2007 probeert de onafhankelijke (week)krant Den Haag Centraal enigszins in de daardoor ontstane lacune te voorzien.

## Galerij

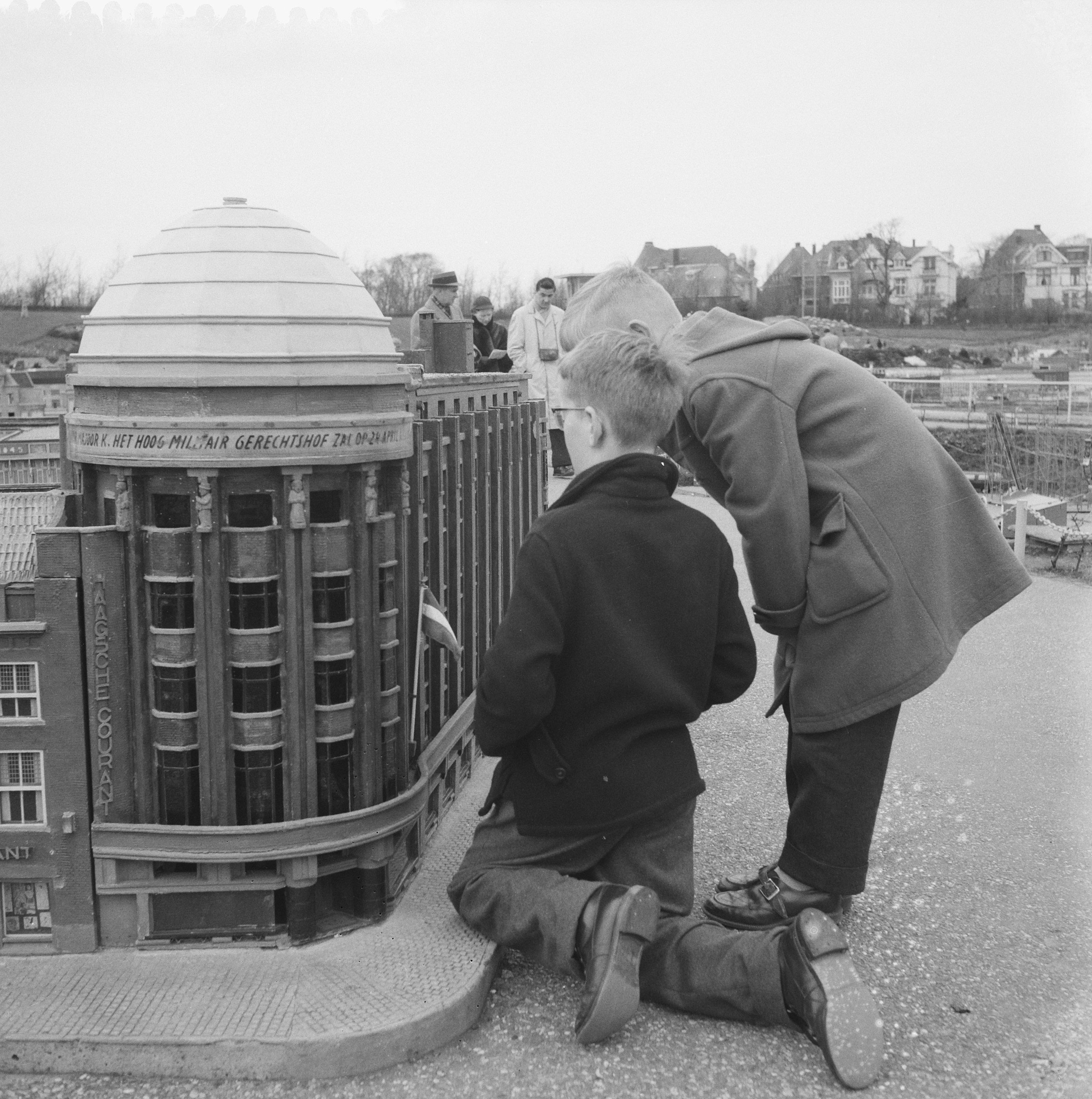
Een miniatuur in Madurodam van het gebouw van de Haagsche Courant op de hoek van de Wagenstraat en de Grote Marktstraat.
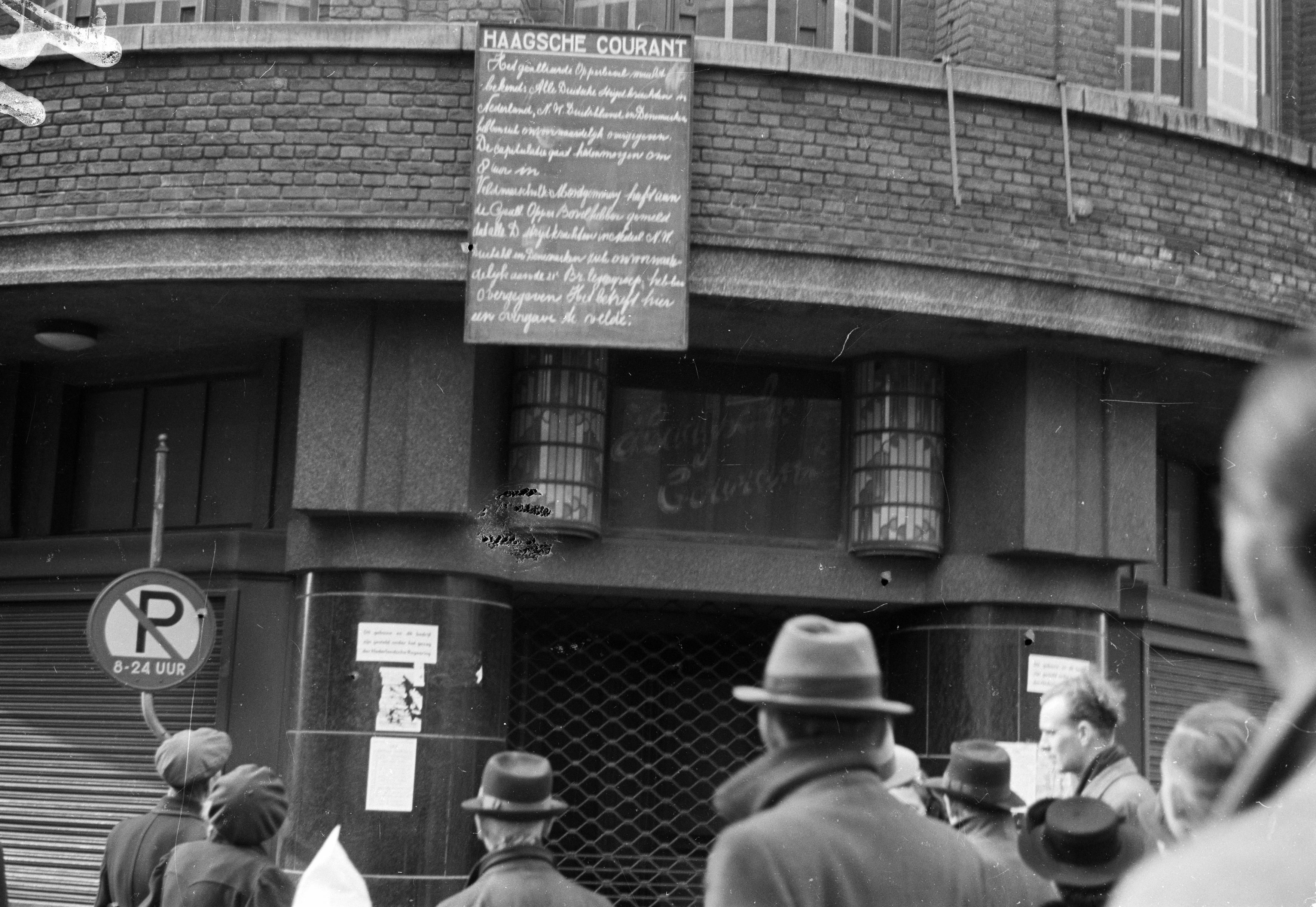
De overgave van het Duitse leger in 1945 werd bekendgemaakt met een handgeschreven bord, bevestigd aan het pand van de Haagsche Courant
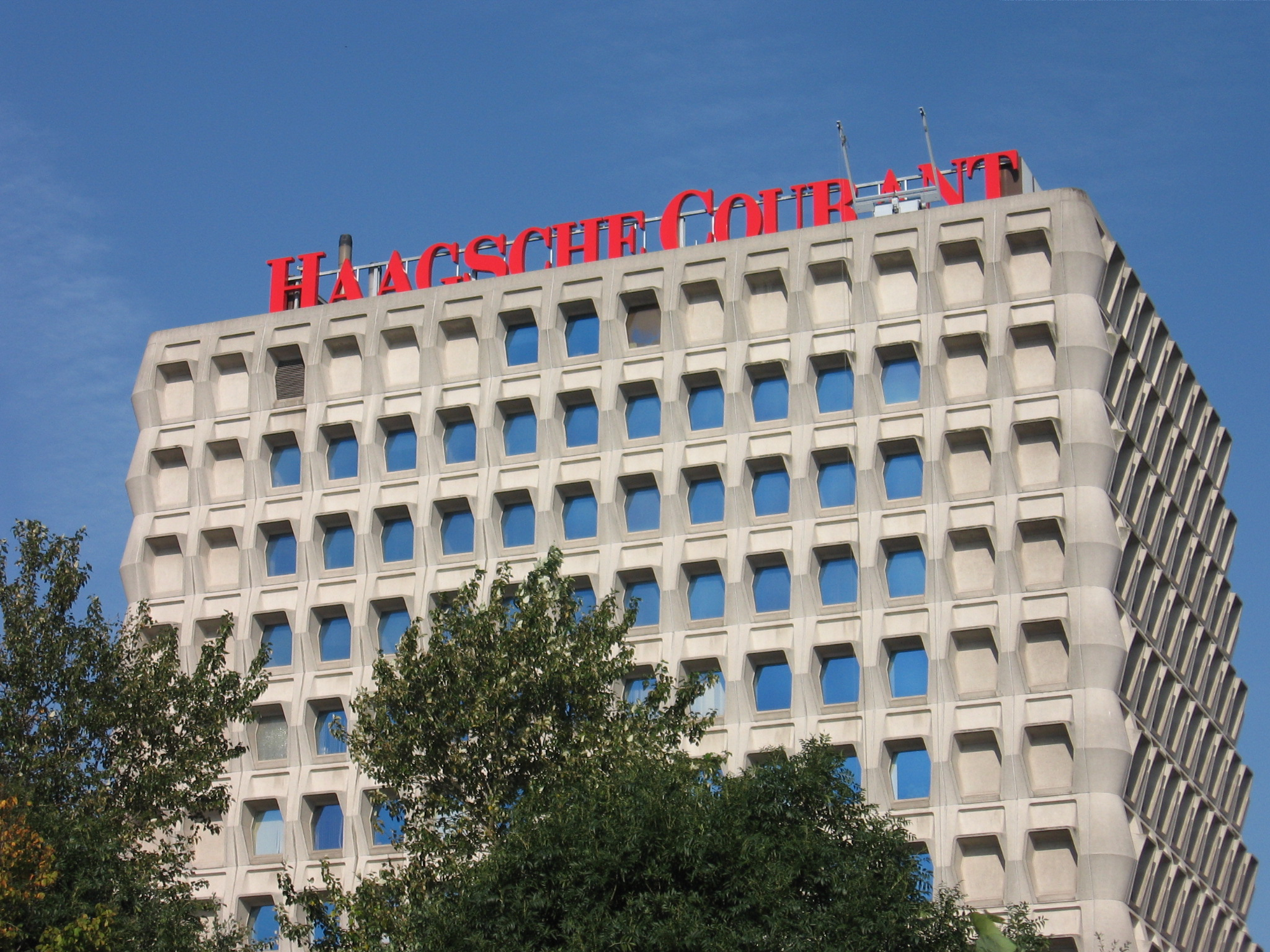
Voormalig gebouw van de Haagsche Courant in de Plaspoelpolder in Rijswijk